# Martin Rinckart
Martin Rinckart (ou Rinkart) est un théologien saxon et poète né à Eilenbourg, en Saxe, le 23 ou 24 avril 1586 et décédé dans la même ville le 8 décembre 1649.

## Biographie
Fils d'un modeste tonnelier, Rinckart rejoint l'école Saint-Thomas à Leipzig en 1601 et devient membre de la chorale de cette même institution en 1604. Il suit en même temps des études de théologie et de philosophie à l'université de la ville. En 1610, ses capacités musicales lui ouvrent les portes du cantorat de Saint-Nicolas à Eisleben, la ville natale de Luther puis il est nommé diacre de l'église Sainte-Anne. Il devient ensuite pasteur dans le village voisin de Erdeborn. Très vite, en 1617, Martin Rinckart est nommé archidiacre dans sa ville natale où il mourra. C'est la guerre de Trente Ans qui scandera ses 32 dernières années avec son lot de privations, de massacres, de pillages, d'épidémies, etc. Martin Rinckart sera constamment aux côtés de la population en ces temps dramatiques et il y gagnera un statut de bienfaiteur.
Jean-Sébastien Bach a puisé dans ses textes pour les cantates BWV 79 et 192 ainsi que les chorals BWV 252 et 386.

## Œuvre
- Triumphi de Dorothea...das ist Geistliches Musicalisches Triumph-Cräntzlein. Leipzig 1619
- Schola Crucis ... Creutz-Schule. Leipzig 1623
- Zehnfacher Biblischer und Kirchen-Historischer Gedenck-Ring. Leipzig 1629
- Jesv Hertz=Büchlein. Leipzig 1636